# تپه کانی سپی ۱
تپه کانی سپی ۱ مربوط به هزاره اول و ۲ قبل از میلاد - دوره اشکانیان - دوره ساسانیان - سدهٔ ۶ تا ۸ ه‍.ق است و در شهرستان اشنویه، بخش نالوس، دهستان اشنویه خراسان  جنوبی، روستای ده گرجی، دوآب واقع شده و این اثر در تاریخ ۷ اسفند ۱۳۸۵ با شمارهٔ ثبت ۱۷۷۰۰ به‌عنوان یکی از آثار ملی ایران به ثبت رسیده است.